# Jan Koukal
Jan Koukal (ur. 29 lipca 1951 w Brnie) – czeski fizyk, polityk i dyplomamta, burmistrz Pragi w latach 1993–1998, senator I kadencji w latach 1996–1998, ambasador Czech w Austrii w latach 2006–2012.

## Życiorys
W 1974 roku ukończył studia na Wydziale Matematyki i Fizyki Uniwersytetu Karola. W latach 1974–1993 był pracownikiem naukowym Czechosłowackiej Akademii Nauk. W latach 1986–1991 pracował w Fritz-Haber-Institut der MPG w Berlinie, a na przełomie 1988 i 1989 roku w Daresbury Laboratory. Przez pewien czas pracował w czeskim koncernie Eltodo.
W 1990 roku został wybrany na radnego praskiej rady miejskiej, funkcję tę sprawował do 2002 roku. W 1993 roku, po odwołaniu Milana Kondra, został wybrany burmistrzem Pragi. W latach 1996–1998 był senatorem I kadencji reprezentującym Pragę 6 z ramienia ODS. W 1998 roku przestał pełnić urząd burmistrza. W latach 1993–2002 był członkiem rady wykonawczej ODS.
28 listopada 2006 roku został mianowany ambasadorem Czech w Austrii, funkcję tę pełnił do 2012 roku. W wyborach do Senatu w 2016 roku bez powodzenia kandydował do senatu z listy Partii Przedsiębiorców Republiki Czeskiej w okręgu Praga 11. 
W latach 1991–1993 pełnił funkcję członka, a w latach 1992–1993 przewodniczącego Rady ds. Nauki i Technologii czeskiego rządu. Od 1996 roku jest członkiem Rady ds. UNESCO przy czeskim rządzie. W latach 2004–2006 był dyrektorem przedstawicielstwa Pragi przy Unii Europejskiej. 
Żonaty, ma troje dzieci.